# الحبيب بن ذياب
الحبيب بن ذياب ممثل تونسي راحل، لعب دور محروس في سلسلة للأطفال ضيعة محروس، وكما قام بتقمص عدة أدوار في مسلسلات تونسية منها العيدودي والخميسي في مسلسل حسابات وعقابات سنة 2004 ، انطلقت ممارسته المسرحية منذ أن كان يدرس بمدرسة ترشيح المعلمين بالمنستير ثم سافر إلى العراق في السبعينات ونشط مع عدة فرق مسرحية هناك عاد إثرها إلى تونس وكان له نشاط حثيث ومتميز في الفرقة القارة للمسرح في سوسة. من مواليد 02 تشرين الثاني 1952 توفي يوم 17 يناير 2015

## أعماله
- غالية 1999
- أمواج 1994
- عطر الغضب 2002
- ضفائر 2001
- المتحدي 1997
- حسابات وعقابات 2004
- مخبر الأستاذ حكيم (مروان)